# Esbjörn Öhrwall
Johan Esbjörn Öhrwall, född 3 februari 1970 i Stockholm, är en svensk gitarrist, låtskrivare och musikproducent.
Esbjörn började spela gitarr vid nio års ålder och har spelat på hundratals album däribland artister så som Backstreet Boys, Britney Spears, Westlife, Celine Dion och Michael Bolton, Lisa Nilsson, Mikael Wiehe, Björn Afzelius, Da Buzz och många fler.
Esbjörn har även skrivit filmmusik tillsammans med sin syster Cecilia Öhrwall, till dokumentärerna ”IT Princessan” (2004), ”100 år med Fröken Julie” (2006), ”Mr Flower Power” (2007) samt ”CJDG- en film om Carl Johan De Geer” (2014)..
Esbjörn Öhrwall är son till Anders Öhrwall.